# Ognibene Bonisoli
Ognibene de' Bonisoli, anche detto Ognibene da Lonigo, nei testi in latino Omnibonus Leonicenus (Lonigo, 1412 – Vicenza, 1474), è stato un grammatico e umanista italiano.

## Biografia
Discepolo di Vittorino da Feltre presso la Ca' Zoiosa di Mantova, dopo aver insegnato a Treviso e a Vicenza, prese il posto del maestro a Mantova, succedendo a Iacopo da San Cassiano. Fu a Mantova dal 1449 al 1453 col ruolo di precettore dei figli di Ludovico III Gonzaga, marchese di Mantova. Rientrato a Vicenza, vi continuò ad insegnare latino e greco sino alla morte. Alla sua scuola si formarono, tra gli altri, il Leoniceno e il Platina.
Esperto di metrica e prosodia, tradusse e commentò diversi autori classici, fra i quali Persio, Giovenale, Cicerone e, in particolare, Lucano.
In relazione a quest'ultimo, è stato dagli epigrafisti e dai filologi ritenuto d'interesse il commento che Ognibene fece alla Pharsalia (dall'edizione del 1475), in cui operò un'interazione testuale, nota come decretum Rubiconis, ancora per certi versi enigmatica: tale passo, in seguito riveduto da altri, a metà del XVI secolo fu inciso su una pietra, che venne posta sulla via Emilia e, infine, depositata alla Biblioteca Malatestiana.
Fu anche fra i primissimi traduttori delle Favole di Esopo.